# La Vall d’Ebo
La Vall d’Ebo (spanisch Vall de Ebo) ist eine spanische Gemeinde (municipio) in der Provinz Alicante mit einer Bevölkerung von 230 Einwohnern (Stand: 2024). 

## Lage
La Vall d’Ebo liegt etwa 68 Kilometer nordöstlich von Alicante und etwa 94 Kilometer südsüdöstlich von Valencia in einer Höhe von 395 m nahe der Mittelmeerküste.

## Geschichte

### Bevölkerungsentwicklung
| Jahr      | 1970 | 1981 | 1991 | 2001 | 2011 | 2021 |
| Einwohner | 461  | 431  | 359  | 318  | 278  | 219  |

## Sehenswürdigkeiten

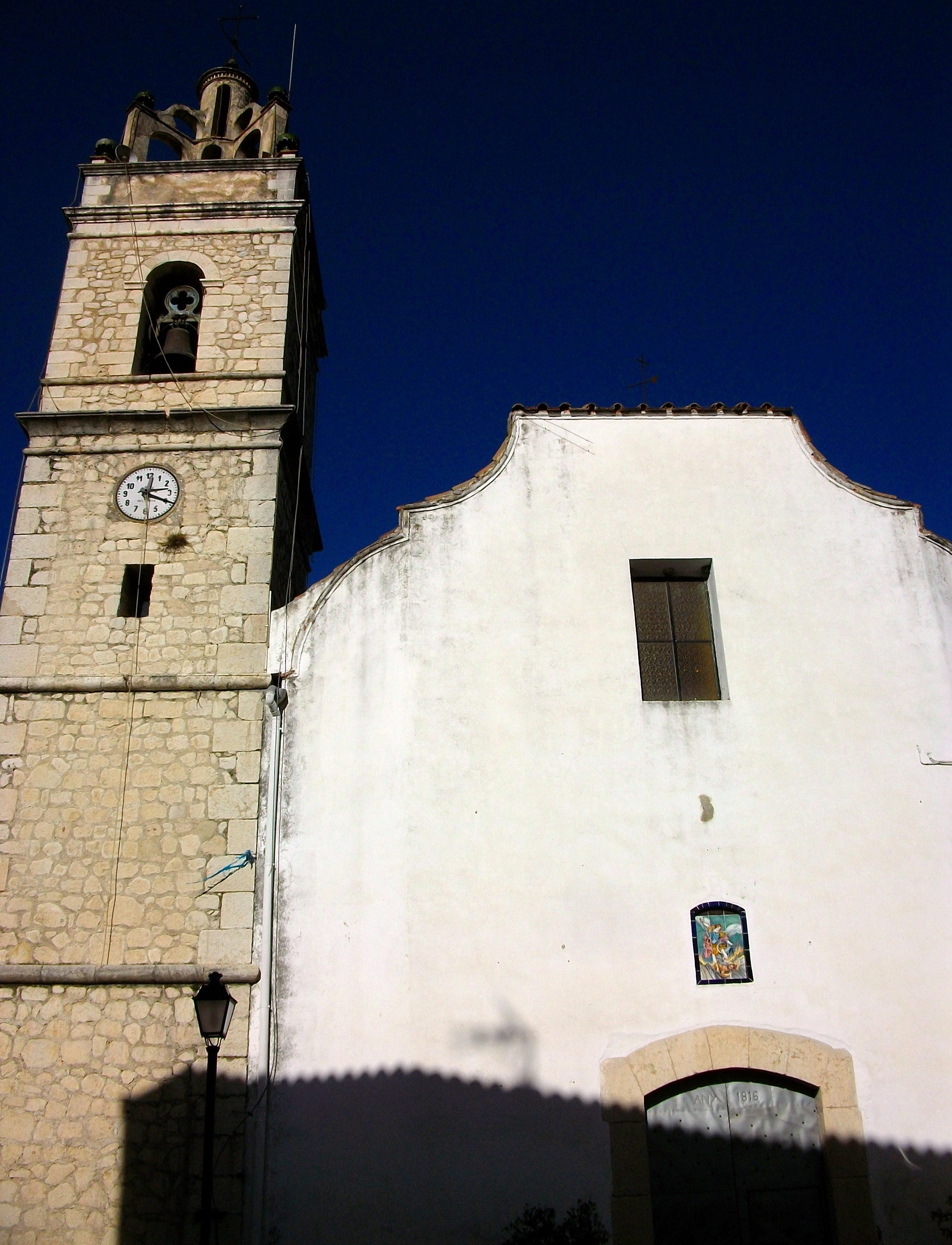
Höhle von El Rull mit interessanten geologischen Aufschlüssen
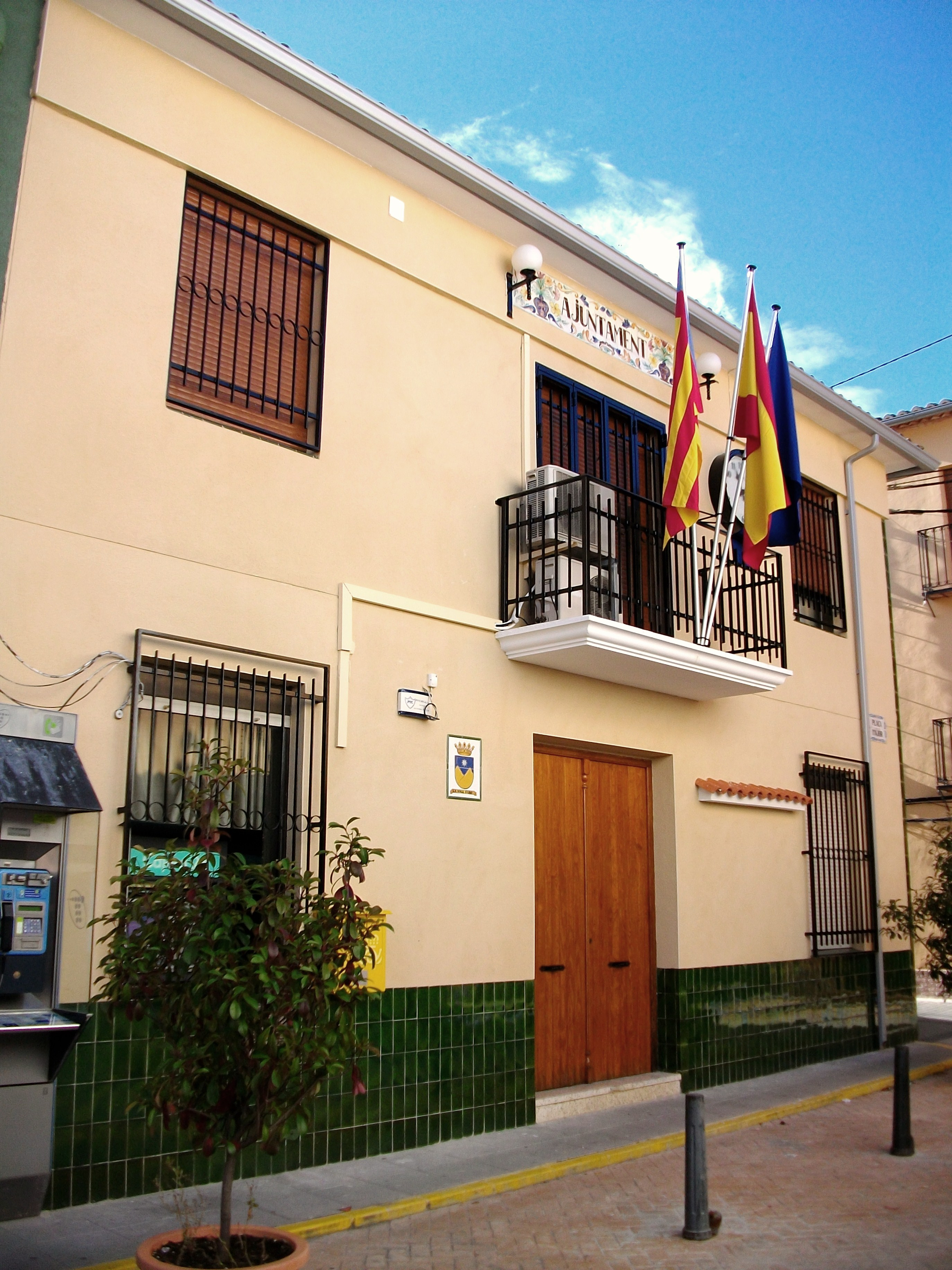
Michaeliskirche

- Michaeliskirche
- Rathaus

## Gemeindepartnerschaft
Mit der spanischen Gemeinde Santa Margalida auf den Balearen (Mallorca) besteht seit 2012 eine Partnerschaft.